# Madama Lucrezia
Madama Lucrezia (in romanesco Madama Lugrezzia), è una delle sei statue parlanti di Roma, l'unica rappresentante femminile della cosiddetta “Congrega degli Arguti”.

## Storia
Si tratta di un colossale busto di epoca romana, attualmente posto su un basamento all'angolo tra Palazzo Venezia e la basilica di San Marco al Campidoglio, nell'omonima piazza. Non sono note le circostanze del ritrovamento, ma secondo la tradizione il busto sarebbe stato donato a Lucrezia d'Alagno, amante di Alfonso V d'Aragona, la quale, dopo la morte del re di Napoli, a causa dell'ostilità del suo successore si era trasferita a Roma e abitava nei pressi del luogo dove ora si trova la statua. A conferma di questa ipotesi, ci sarebbe la circostanza che nel XV secolo il termine madama era usato a Napoli, ma non a Roma.
In misura minore rispetto alle altre altre cinque statue parlanti, Madama Lucrezia è stata latrice delle pasquinate indirizzate dal popolo romano ai suoi governanti. Se ne ricordano in particolare due: la prima quando, nel 1591, papa Gregorio XIV, ormai in fin di vita, si fece trasferire al Palazzo Venezia, sperando (grazie anche alla presenza di un alto steccato che attutiva i rumori della città) in un miglioramento che invece non ci fu, e Lucrezia sentenziò che La morte entrò attraverso i cancelli. L'altra durante la Repubblica Romana del 1799, quando il popolo romano in rivolta precipitò a terra il suo busto, apparve sulle spalle la scritta Non ne posso veder più.
Dalla fine del XIX secolo fino ai primi decenni del XX, Madama Lucrezia fu protagonista del Ballo dei Guitti, una festa popolare che si svolgeva il 1º Maggio; in questa occasione attorno al suo collo venivano appese ghirlande di aglio, cipolle e peperoncino, e attorno a lei si tenevano danze e giochi.

## Descrizione
La scultura, di monumentali dimensioni (circa tre metri includendo il basamento), raffigura il busto di una donna, colta probabilmente nell'atto di fare un'offerta o di porgere un oggetto col braccio destro; la spalla sinistra è lievemente alzata, come per lo sforzo di reggere un peso. I suoi capelli sono raccolti in un'elaborata acconciatura a onde; i tratti somatici sono indiscernibili poiché erosi, a eccezione delle labbra che appaiono socchiuse. Il basamento su cui poggia la statua è un'aggiunta posteriore: probabilmente si tratta del reimpiego di un elemento scultoreo o architettonico di epoca più tarda.
Come per le altre statue parlanti, non si può identificare con certezza il personaggio raffigurato, ma sono state avanzate molteplici ipotesi: secondo la più accreditata, il busto dovrebbe ritrarre la dea Iside nella sua forma sothis, perché il nodo della veste sul petto è un attributo iconografico tipico di questa manifestazione. Accettando questa ipotesi, in origine la statua avrebbe dovuto stringere un sistro nella mano destra e un Tiet o un'anfora nella sinistra. Altre ipotesi la vogliono una raffigurazione di Faustina maggiore nelle vesti di sacerdotessa isiaca.
Secondo alcune teorie, il famoso Pie' di marmo sito nella via che da esso prende il nome (nei pressi della Chiesa di Santo Stefano del Cacco), avrebbe in origine fatto parte della statua la cui parte superiore è appunto Madama Lucrezia: anche il sandalo oggi appena visibile sul Piede farebbe parte del corredo delle sacerdotesse isiache; le dimensioni e la qualità del marmo, inoltre, sarebbero compatibili. La scultura proverrebbe dall'Iseo Campense.